# حوضه آبریز فلات مرکزی

موقعیت حوضه آبریز فلات مرکزی در ایران

حوضه آبریز فلات مرکزی یکی از حوضه‌های بستهٔ ایران است که در تقسیم‌بندی حوضه‌های آبریز ایران، حوضهٔ اصلی به‌شمار می‌رود. مساحت این حوضه، ۸۲۴٬۶۱۱٫۲ کیلومتر مربع است و بیش از نیمی از مساحت ایران در این حوضه قرار دارد. حوضه آبریز فلات مرکزی، به ۹ زیرحوضه تقسیم شده است و بلندترین رود آن، زاینده‌رود است.

## جغرافیا و اقلیم
حوضهٔ فلات مرکزی تنها حوضه آبریز کاملاً محصور ایران است. این حوضه از شمال به رشته کوه البرز و امتداد شرقی آن و از غرب و جنوب به رشته کوه زاگرس محصور شده است. مرز شرقی حوضه، کوه‌های کم‌ارتفاع شرقی ایران است. حوضهٔ آبریز فلات مرکزی با مساحت ۸۲۴٬۳۵۶ کیلومتر مربع بزرگ‌ترین حوضهٔ آبریز ایران است و بیش از نیمی از مساحت این کشور را شامل می‌شود. این حوضه بسته است و تمام رواناب ناشی از بارندگی آن به کفه‌ها و دشت‌های داخلی این حوضه تخلیه می‌شود. بزرگ‌ترین پایانه‌های این حوضه، دشت کویر و دشت لوت هستند.
حوضهٔ فلات مرکزی یکی از کم‌بارش‌ترین حوضه‌های ایران است. میانگین بلندمدت بارندگی سالانه در این حوضه ۱۶۰ میلیمتر است. توزیع بارش در این حوضه یکنواخت نیست. بیشترین میانگین بارش بلندمدت سالانه در زیرحوضهٔ طشک-بختگان به میزان ۴۰۰ میلیمتر و کمترین آن در زیرحوضهٔ کویر سیاهکوه به میزان ۸۳ میلیمتر ثبت شده است.

## زیرحوضه‌ها
برپایهٔ دستور العمل تقسیم‌بندی حوضه‌های ایران، حوضهٔ آبریز فلات مرکزی به ۹ زیرحوضه تقسیم می‌شود:
| کد | نام زیرحوضه                | مساحت کیلومتر مربع | تعداد محدوده‌های مطالعاتی | منبع فهرست |
| -- | -------------------------- | ------------------ | ------------------------ | ---------- |
| ۴۱ | دریاچهٔ نمک                 | ۹۲٬۸۸۴٫۲           | ۳۶                       | [ ۵ ]      |
| ۴۲ | گاوخونی                    | ۴۱٬۵۵۲٫۳           | ۲۱                       | [ ۶ ]      |
| ۴۳ | طشک، بختگان و مهارلو       | ۳۱٬۴۵۱٫۹           | ۲۷                       | [ ۷ ]      |
| ۴۴ | کویر ابرقو و سیرجان        | ۵۷٬۱۲۵٫۳           | ۱۹                       | [ ۸ ]      |
| ۴۵ | هامون جازموریان            | ۶۹٬۳۷۴٫۸           | ۲۱                       | [ ۹ ]      |
| ۴۶ | کویر لوت                   | ۲۰۶٬۳۵۴            | ۳۶                       | [ ۱۰ ]     |
| ۴۷ | کویر مرکزی                 | ۲۲۶٬۵۳۳٫۱          | ۵۰                       | [ ۱۱ ]     |
| ۴۸ | سیاه‌کوه، ریگ زرین و دق سرخ | ۴۸٬۵۹۹٫۱           | ۱۱                       | [ ۱۲ ]     |
| ۴۹ | درانجیر و ساغند            | ۵۰٬۷۳۶٫۵           | ۱۲                       | [ ۱۳ ]     |